# Army Film and Photographic Unit
De Army Film and Photographic Unit was een divisie binnen het Britse leger. Het werd op 24 oktober 1941 opgericht om militaire gebeurtenissen van het Britse leger en legers van de Commonwealth realms in de Tweede Wereldoorlog vast te leggen.
Na het uitbreken van de Tweede Wereldoorlog in 1939 werd publiciteit rond alle militaire en civiele acties gecontroleerd en gecensureerd door het Britse Ministerie van Informatie. De directeur Public Relations van het War Office hield zich specifiek bezig met de zaken van het Britse leger. Snel na het uitbreken van de Tweede Wereldoorlog werd duidelijk dat de frontlinie geen plek was voor ongetrainde fotografen en cameramannen. Daarom werd er een oproep gedaan om soldaten te rekruteren die vóór de oorlog al professionele ervaring hadden met camera's en film.
Onder luitenant-kolonel Hugh St. Clair Stewart werd Pinewoods Studio uitgekozen als hoofdkwartier van de nieuwe eenheid Army Film and Photographic Unit (AFPU), evenals van de RAF Film Unit en de Crown Film Unit, die propagandafilms produceerden voor het Ministerie van Informatie. Hier konden soldaten worden opgeleid in het vastleggen van gebeurtenissen aan het front. Vanuit dit gebouw reisden fotografen en cameramannen met verschillende regimenten mee om het Britse leger in actie vast te leggen. In 1946 werd de divisie opgeheven.

## AFPU number 5 unit (Noord-Afrika)
Begin 1942 werden 30 cameramannen naar Caïro (Egypte) gestuurd om de eerste eenheid van de AFPU te vormen. Deze groep, onder leiding van majoor David MacDonald nam de divisie voor het eerst beelden op (met behulp van de in Canada gemaakte 35 mm DeVry filmcamera's en 120 Super Ikonta fotocamera's). De eerste opname was de geforceerde terugtocht van het Afrikakorps onder generaal Rommel en vervolgens het offensief na de Eerste Slag bij El Alamein.
Sergeant Billy Jordan MM filmde aan het begin van het Alamein-offensief vakkundig de openingsartilleriebeschieting. De beelden van de Noord-Afrikaanse campagne werden gebruikt bij het maken van Desert Victory. Deze film won in 1943 een Oscar voor beste oorlogsdocumentaire. Tijdens de Noord-Afrikaanse campagne bestond de eenheid 32 man, vier daarvan lieten het leven, zeven raakten gewond en zes werden er gevangen genomen.

## AFPU number 2 unit
Eenheid nummer 2 behandelde de campagnes in Tunesië (waarvan de documentaire Tunisian Victory uit 1944 is gemaakt) en vervolgens de landingen op Sicilië en Italië.

## AFPU number 5 unit (Europa)

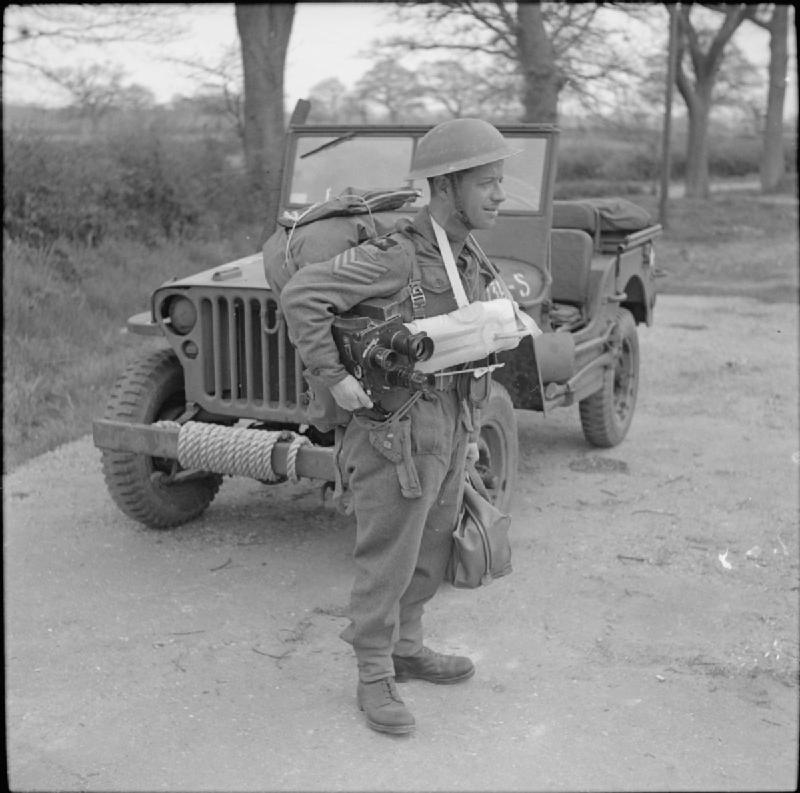
Sergeant W.A. Greenhalgh, met zijn jeep tijdens oefening 'Fabius', Hayling Island, 6 mei 1944

De AFPU Number 5 Unit ontstond in 1943 en bestond uit 36 vrijwilligers uit verschillende regimenten onder leiding van majoor Hugh Stewart. Cameramannen en fotografen van de AFPU werden bij verschillende legeronderdelen en op verschillende plaatsen gestationeerd, waaronder de Commando's, de Chindits, parachutisten, de Special Air Service, het Special Boat Squadron en de Long Range Desert Group.
Tien AFPU-leden werden toegevoegd aan de belangrijkste divisies tijdens Operatie Overlord (D-day) in juni 1944. Tijdens deze campagne maakten ze opnamen waarin de cameramannen te zien waren bij de eerste golven aan land en later in het binnenland, waar werd gevochten.
De AFPU Unit number 5 legde veldslagen vast tijdens de Italiaanse campagne en in West-Europa, waaronder Monte Cassino, de bevrijding van Parijs, Operatie Market Garden in Arnhem, de oversteek van de Rijn en in 1945 legde Unit number 5 de ontdekking van het concentratiekamp Bergen-Belsen vast.

## AFPU number 9 (Verre Oosten)

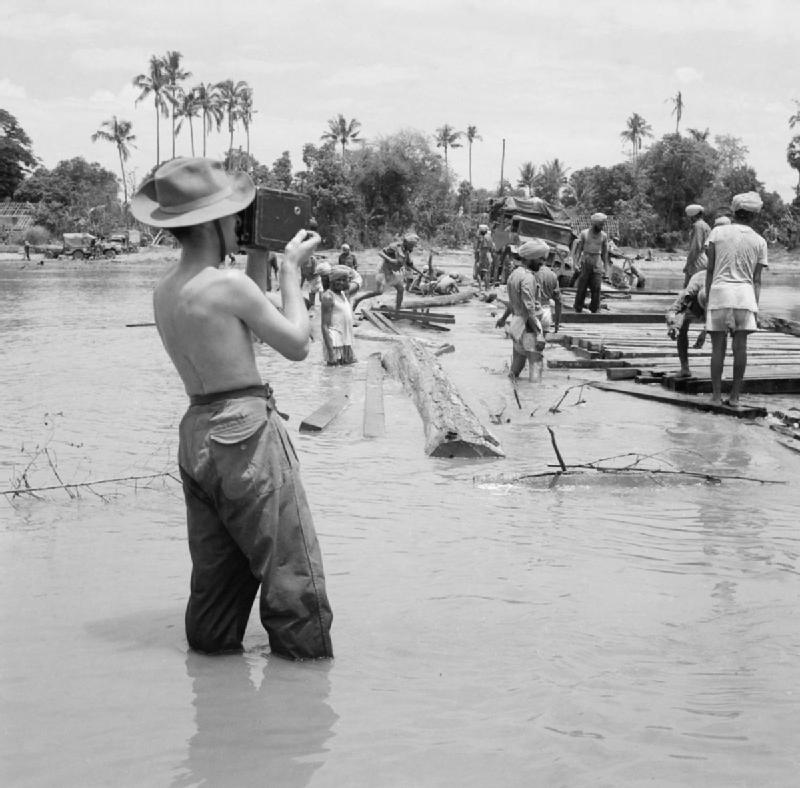
Sergeant Basil Wishart van unit number 9, filmend in het water in Burma.

Tijdens de campagne in het Verre Oosten legde Unit 9 het leger in actie vast in Birma en maakte later de documentaire Burma Victory.
De AFPU maakte gebruik van 35 mm zwart-wit stomme film, van ongeveer 30 m lang en duurde ongeveer 1 minuut en 20 seconden (bij 24 frames per seconde). Later werden geluidseffecten en commentaar aan de opnamen toegevoegd, zodat ze geschikt waren voor gebruik als journaal.

## Na de Tweede Wereldoorlog

### Opslag materiaal
De foto's en films die door leden van de AFPU zijn gemaakt, zijn gearchiveerd door het Imperial War Museum.

### Herdenking
Bij Pinewood Studios is een gedenkteken geplaatst die de AFPU-leden die in de strijd zijn omgekomen herdenkt. Op het monument staan ook leden van de RAF No. 1 Film Production Unit begraven. Ook staat er in het National Memorial Arboretum een monument voor AFPU-leden.